# Aiuti visivi luminosi
Con la definizione di Aiuti visivi luminosi (AVL) si intendono tutte quelle apparecchiature che concorrono al funzionamento delle luci dell'area di movimento (tale area comprendente l'area di manovra controllata dalla torre di controllo) di un aeroporto: dette luci servono al pilota dell'aeromobile per avere le opportune informazioni visive, necessarie durante le fasi di decollo, atterraggio e movimento a terra degli aeromobili.
Oltre le succitate luci, gli apparati che concorrono al funzionamento stesso delle luci vengono suddivisi per tipologia e sequenza installativa:
- i quadri elettrici di alimentazione e comando;
- i gruppi di continuità;
- i gruppi elettrogeni;
- le unità regolatrici a corrente costante;
- i cavi;
- i trasduttori;
- i segnali luminosi (in gergo "fuochi").

## Segnali luminosi
I segnali luminosi all'interno dell'area di manovra sono numerosi e variano a seconda della loro funzione. Generalmente possiamo dividerli in:
- Tabelle luminose
- Segnali luminosi incassati
- Segnali luminosi sopraelevati
- Luci ostacoli

### Tabelle luminose
Le tabelle luminose sono segnaletiche verticali che servono a dare indicazione alfanumeriche al pilota. Sono composte da uno schermo luminoso retroilluminato e, in generale, indicano al pilota la posizione in cui si trova e le possibili vie di scorrimento sulle quali può transitare.
Gli schermi delle tabelle sono di tre colori:
- Nero: (posizione) Indica il nome della taxiway sulla quale ci si trova.
- Giallo: (Indicazione) Indica il nome delle taxiway prossime. Solitamente i nomi sono seguiti da una freccia ad indicare la posizione in cui si trovano.
- Rossi: (obbligo) Sono le tabelle che indicano l'ingresso sulle piste di volo e il divieto d'accesso (no entry) senza autorizzazione.

### Segnali luminosi incassati
I segnali luminosi incassati si possono trovare sia sui rullaggi che sulla pista di volo.
A seconda della posizione che occupano prendono il nome di:
- Center Line: Di colore verde, verde-arancione (secondo la posizione); posizionato lungo la linea gialla che si trova al centro delle vie di scorrimento.
- Link: di colore arancione; indica un punto di attesa.
- Stop bar: Di colore rosso; indicano l'obbligo di fermarsi e non proseguire prima del loro spegnimento coordinato con la torre di controllo.
- Red bar: Di colore rosso; vengono posizionate sugli svincoli con il divieto di accesso
- Asse pista: Sono posizionati sulla mediana della pista; possono essere di colore rosso, bianco rosso e rosso a seconda della loro posizione.
- Zona contatto: di colore bianco; sono posizionati sulla zona di Touchdown
- Retil: di colore arancione; sono posizionati prima di uno svincolo veloce

### Segnali sopraelevati
I segnali sopraelevati sono posizionati sia all'esterno dell'area di manovra che sulla stessa.
Si dividono in:
- Calvert: di colore bianco; posizionati all'esterno della pista di volo. Dall'aereo in volo, il sentiero calvert viene visto dal pilota come una grossa freccia che punta al centro della pista. (vedi Approach Lighting System)
- Lampeggianti: Sono di colore bianco lampeggiante ad alta intensità. Sono posizionati nel mezzo del sentiero calvert sulle piste con categoria.
- Soglia: Di colore verde; sono posizionati sulla testata della pista di volo. Insieme al bordo pista e al fine pista indicano il perimetro della pista.
- Fine pista: Di colore rosso; sono posizionati alla fine della pista.
- Bordo pista: Di colore bianco, arancione o rosso; indicano il limite massimo laterale della pista. (Per i rullaggi la stessa funzione viene svolta da dei tubi in plastica catarefrangenti chiamati line liner)
- PAPI: Sistema di 4 luci bicromatiche; Indica al pilota la corretta inclinazione di atterraggio (vedi Precision Approach Path Indicator)

### Luci di segnalazione ostacolo
Le luci di segnalazione ostacolo sono tutte quelle luci posizionate su costruzioni o strutture per evidenziarne il loro limite massimo in altezza. Nel caso di strutture particolarmente alte, le luci ostacolo aggiuntive sono poste a intervalli intermedi lungo la struttura.